# مرکز تجارت جهانی پینگ ان
مرکز تجارت جهانی پینگ ان (به انگلیسی: Ping An International Finance Centre) آسمان‌خراش ۱۱۵ طبقه به ارتفاع گ۵۹۹ متر، با کاربری اداری-تجاری است، که در شهر شنژن، گوانگ‌دونگ، جمهوری خلق چین مستقر می‌باشد. پروژه ساخت این ساختمان در سال ۲۰۱۰ آغاز شد و سال ۲۰۱۷ تکمیل شد.